# Oriciclu

Un oriciclu (albastru) în modelul discului Poincaré și niște normale roșii. Normalele converg asimptotic către punctul ideal central superior.

În geometria hiperbolică un oriciclu (din greacă όριον + κύκλος = frontieră + cerc), plural oricicle, uneori numit chiar cerc limită, este o curbă ale cărei geodezice normale sau perpendiculare converg toate asimptotic în aceeași direcție. Este cazul bidimensional al unei orisfere.
Centrul unui oriciclu este punctul ideal în care toate geodezicele normale converg asimptotic. Două oricicle care au același centru sunt concentrice. Deși pare că două oricicle concentrice nu pot avea aceeași lungime sau curbură, de fapt oricare două oricicle sunt congruente.
Un oriciclu poate fi descris și ca limită a cercurilor care au în comun o tangentă într-un punct dat, deoarece razele lor merg spre infinit. În geometria euclidiană un astfel de cerc de rază infinită ar fi o dreaptă, dar în geometria hiperbolică este un oriciclu (o curbă).
Din partea convexă oriciclul este aproximat de hipercicluri ale căror distanțe față de axa lor merg spre infinit.

## Proprietăți
- Prin fiecare pereche de puncte trec 2 oricicle. Centrele oriciclelor sunt punctele ideale ale perpendicularei pe mijlocul segmentului dintre ele.
- Trei puncte ale unui oriciclu nu pot fi situate pe o dreaptă, un cerc sau un hiperciclu.
- O dreaptă, un cerc, un hiperciclu sau alt oriciclu taie un oriciclu în cel mult două puncte.
- Perpendiculara pe mijlocul unei coarde a unui oriciclu este o normală a oriciclului și intersectează arcul subîntins de coardă.
- Lungimea unui arc de oriciclu între două puncte este:

mai mare decât lungimea segmentului dintre aceste două puncte,
mai mare decât lungimea arcului unui hiperciclu între acele două puncte și
mai mică decât lungimea oricărui arc de cerc între aceste două puncte.
- Distanța de la un oriciclu până la centrul său este infinită. În timp ce în unele modele ale geometriei hiperbolice pare că cele două „capete” ale unui oriciclu se apropie din ce în ce mai mult de centrul său, acest lucru nu este adevărat; cele două „capete” ale unui oriciclu se îndepărtează din ce în ce mai mult unul de celălalt.
- În planul hiperbolic un apeirogon regulat este circumscris fie de un oriciclu, fie de un hiperciclu.
- Dacă C este centrul unui oriciclu și A și B sunt puncte de pe oriciclu, atunci unghiurile CAB și CBA sunt egale.[3]
- Aria unui sector al unui oriciclu (aria dintre două raze și oriciclu) este finită.[4]

### Pentru curbura gaussiană standard
Când planul hiperbolic are curbura gaussiană⁠(d) K = −1:
- Lungimea s a unui arc de oriciclu între două puncte este:

{\displaystyle s=2\sinh \left({\frac {1}{2}}d\right)={\sqrt {2(\cosh d-1)}}}
unde d este distanța între cele două puncte, iar sinh și cosh sunt funcții hiperbolice.
- Lungimea unui arc de oriciclu, astfel încât tangenta la o extremitate este paralelă (hiperbolică) cu raza prin cealaltă extremitate este 1.[6] Aaria cuprinsă între acest oriciclu și rază este 1.[7]
- Raportul lungimilor arcelor dintre două raze ale două oricicle concentrice unde oriciclele sunt la o distanță de 1 este e : 1.[8]

## Reprezentări în modele de geometrie hiperbolică

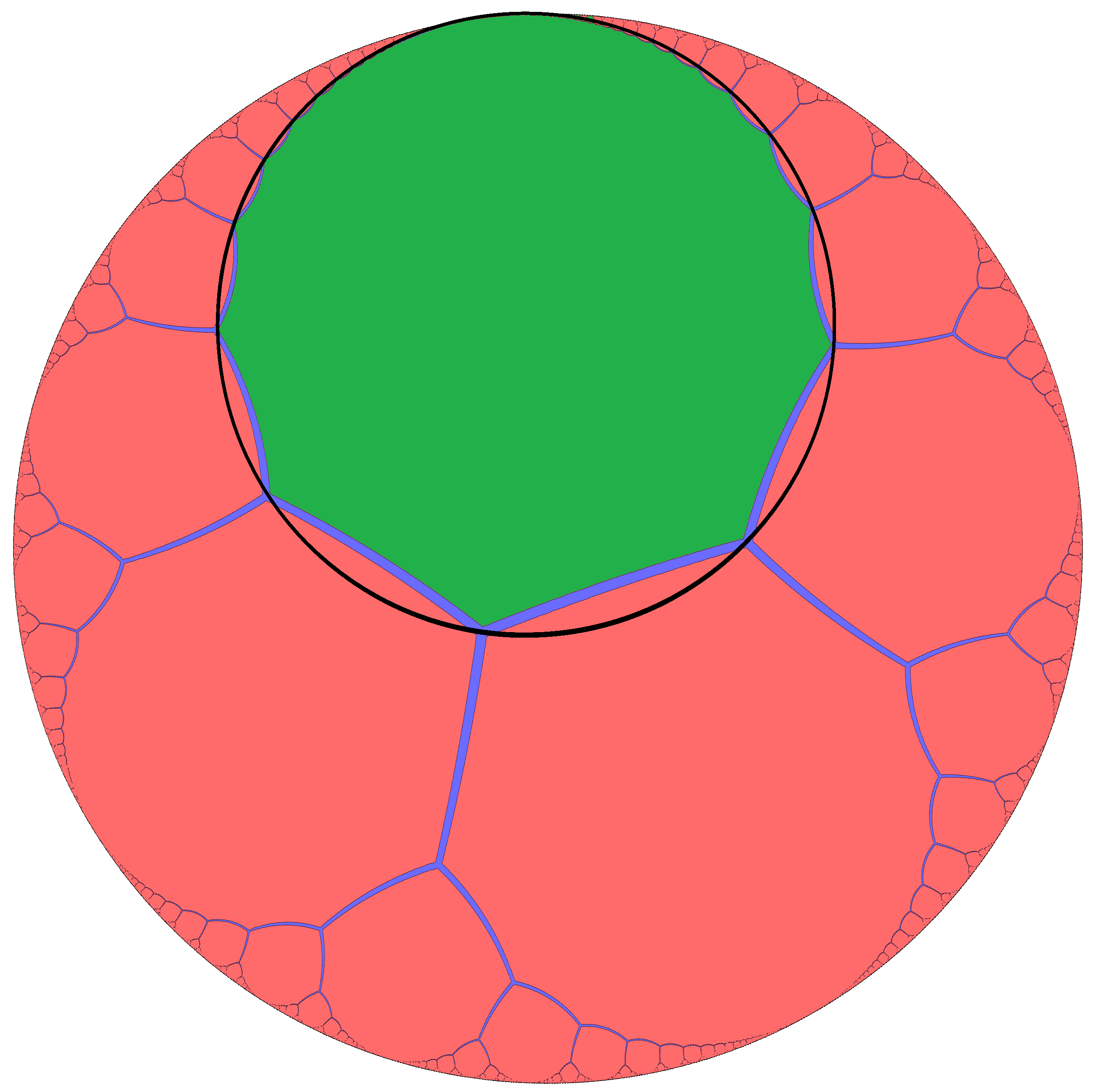
Pavarea apeirogonală de ordinul 3, {∞,3}, umple planul hiperbolic cu apeirogoane ale căror vârfuri se află pe oricicle

### Modelul discului Poincaré
În modelul discului Poincaré al planului hiperbolic, oriciclele sunt reprezentate prin cercuri tangente la cercul frontieră, centrul oriciclului este punctul ideal în care oriciclul atinge cercul frontieră.
Construcția cu rigla și compasul a celor două oricicle prin două puncte este aceeași cu construcția pentru un cerc și două puncte (CPP) din cazurile particulare ale problemei lui Apollonius⁠(d), unde ambele puncte sunt în interiorul cercului.

### Modelul semiplanului Poincaré
În modelul semiplanului Poincaré⁠(d) oriciclele sunt reprezentate de cercuri tangente la axa Ox, caz în care centrul lor este punctul ideal în care cercul atinge această axă.
Când centrul oriciclului este punctul ideal de la {\displaystyle y=\infty }, atunci oriciclul este o dreaptă paralelă cu axa Ox.
Construcția cu rigla și compasul a primului caz este aceeași cu construcția pentru o dreaptă și două puncte (LPP) din cazurile particulare ale problemei lui Apollonius.

### Modelul hiperboloidului
În modelul hiperboloidului⁠(d) oriciclele sunt reprezentate prin intersecții ale hiperboloidului cu plane ale căror normale se află în conul asimptotic.

## Metrică
Dacă metrica este normalizată pentru a avea curbura gaussiană −1, atunci oriciclul este o curbă cu curbura geodezică 1 în fiecare punct.